# Practia
Practia es una empresa multinacional dedicada a la prestación de servicios de consultoría, servicios tecnológicos, calidad, gestión y transformación digital. Sus primeras oficinas abrieron en Buenos Aires, Argentina, en 1995. Cuenta con diez socios y cerca de 800 empleados con presencia en ocho países. Además ha desarrollado proyectos en Armenia, Egipto, Indonesia, entre otros.

## Locaciones
Practia opera en ocho países con oficinas propias. En la Argentina tiene sedes en Capital Federal, Goya (Corrientes) y Tucumán; y además está presente en Santiago de Chile, México DF, Querétaro, Lima, Santa cruz de la Sierra, Madrid y Montevideo.

## Servicios
Practia se desenvuelve en cinco líneas de trabajo: digital, transformación, tecnología, gestión y calidad.
- Digital: También conocido en Practia como ADN (Acelerador digital de Negocios) es la respuesta de la compañía a nuevas tecnologías -tales como Big data, Cloud, Drones, VR y redes neuronales- aplicadas a los desafíos de negocio.
- Transformación: Esta área se conforma como una TMO (Transformation Management Office) que acompaña a los clientes en la transformaciones tecnológicas y operativas del negocio, en el marco de un ambiente colaborativo, flexible y dinámico.
- Tecnología: Practia ha desarrollado varias soluciones propias para la industria de Oil&Gas (Visual Well Reports, Planificador de Pozos, etcétera) y Retail/Mobile (POSROBOT), y ofrece un abanico amplio con soluciones de terceros.
- Gestión: Servicios de PMO (Project Management), BPO (Business Process Outsourcing), SCM (Supply Change Management).
- Calidad: Conocida como QAFactory, ofrece todas las iniciativas de Testing automatizado, cloud, mobile, soluciones propias y una biblioteca de casos de prueba para las industrias tales como Retail, Finanzas, Energía, entre otras.

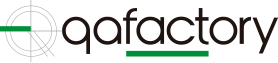
Logo qafactory

## Publicaciones
Desde 2008, dos veces al año Practia edita la revista “Perspectiva”. Esta publicación incluye contenidos acerca de informática y salud, entrevistas a ejecutivos de distintos mercados e industrias, novedades en productos tecnológicos de consumo masivo, innovación y desarrollo, además de todas las novedades de la compañía en los distintos países.

## Premios
- Segundo lugar Club del CIO 2014[6]
- Premio a toda una trayectoria empresaria - Sadosky para Pragma consultores (Practia)[7]
- Primer Puesto - Mejores proveedores de Consultoría, Chile 2013 - Estudio Nacional de Tecnologías de la Información, Pontificia Universidad Católica de Chile (CETIUC).[8]
- Segundo lugar Trabajos de Investigación en Big Data, de GoApp del BID (Banco Interamericano de Desarrollo)[9]